# Siempre tuya Acapulco
Siempre tuya Acapulco es una telenovela mexicana, producida por Rita Fusaro para TV Azteca en 2014, escrita por Alberto Gómez.
Protagonizada por Melissa Barrera y Daniel Elbittar; y con las participaciones antagónicas de Cecilia Ponce, Aura Cristina Geithner, Bernie Paz, Gabriela Roel, Wendy de los Cobos, Ramiro Tomasini y Marliese Edelmann. Cuenta además con las actuaciones estelares de Alberto Guerra, Leticia Huijara, Erick Chapa, Francisco Angelini, Esmeralda Ugalde, Ana La Salvia, Héctor Soberón y Rafael Sánchez Navarro.
Fue la primera telenovela de TV Azteca en tener su Gran Final en Domingo, debido a la gran aceptación que recibió por el público mexicano.

## Argumento
Olvido Pérez es una joven humilde y noble que vive en una pequeña casa con su abuelo, sus primos Martita y Chuy y su tía Eufrasia, Olvido es huérfana su madre murió cuando era pequeña y no conoce a su padre.
Diego Rivas Santander es un exitoso arquitecto en Acapulco que se casará con Irán Hernández Molina, una joven fría y mala que junto con su familia desean quedarse con la fortuna de la familia Rivas Santander.
A un día de la boda Diego viaja a la Ciudad de México para recibir un premio, pero para su desgracia la avioneta en la que viajaba comienza a sufrir daños y Diego decide saltar de ella, entonces cae en una selva y el otro joven que viajaba con el muere cuando la avioneta se estrella. Diego con difícil visión y movilidad en las piernas busca ayuda, Olvido quien estaba cerca de ahí escuchó los gritos y corrió a auxiliarlo con la ayuda de su abuelo y de Pancho, quienes amablemente lo llevan a su casa para cuidarlo.
Al llegar a la casita, Eufrasia la tía de Olvido se niega por completo a que Diego se quede con ellos, Eufrasia es una mujer resentida y cruel quien ha hecho de Olvido una sirvienta o peor aun una esclava, a la que le pega sin razón alguna por el odio que siente por ella. 
El día de la boda Irán esta desesperada por la ausencia de Diego, así que decide cancelar todo y enamorar a Rodrigo (hermano de Diego), quien siente una terrible envidia con su hermano, además de que también está enamorado de Irán. Cuando Diego despierta, pierde la memoria y la vista, así que Olvido decide llamarlo "David", con el tiempo Diego y Olvido se enamoran sin darse cuenta, hasta llegar al grado de hacer una promesa de casarse ante Dios.
Diego es operado de Taxco (pueblo cerca de la casa de Olvido) para poder recuperar la vista, razón por la cual también recupera la memoria, Eufrasia decide incendiar el cuarto donde se encuentra Diego, la situación obliga a Diego saltar por la ventana, luego el todo desorientado recuerda lo ocurrido con la avioneta y cree que ese día fue en el que se accidento y por eso estaba en el hospital  por lo cual que al siguiente día se casaba con Irán y decide volver a Acapulco como si nada hubiese pasado, sin recordar todo lo vivido con Olvido. Olvido destrozada por la huida de Diego/David y la muerte de su abuelo Juventino, provocada por Eufrasia. Olvido decide ir tras Diego/David a Acapulco para poder encontrarlo.
Cuando Diego llega a la mansión Rivas Santander, todos se sorprenden, pues Irán y Rodrigo se iban a casar y todos lo habían dado por muerto, cuando Olvido vuelve a ver a Diego se da cuenta de que recuperó la memoria y que además ella está embarazada de Diego. Así que Diego sin saber nada de Olvido, le da trabajo en la mansión donde Angustias e Irán le hacen la vida imposible a Olvido, hasta que llega el nacimiento del bebé. Olvido deja la mansión y se va a vivir con sus primos a una humilde vecindad, donde Armando Balmaceda (su verdadero padre sin que ambos lo sepan) la contrata como sirvienta en su mansión, y la ayuda a estudiar y a tener una vida bien.
La única persona en saber la relación entre Armando y olvido es Eufrasia, quien con engaños entra a la mansión de Armando para destruir a Olvido, además engaña a Armando diciéndole que su hija murió hace muchos años. Irán cada vez se quedaba sin alternativas para retener a Diego, y con cada intento de Irán, Diego se enamora cada vez más de Olvido. Iran decide envenar a Rodrigo para casarse con Diego, cuando Iran logra asesinar a Rodrigo, Diego le promete que se casara con Iran, pero para su desgracia, Diego comienza a recordar lo que vivió con Olvido, pero ella no quiere saber de Diego y esta obligado a cumplir con el juramento que le hizo a Rodrigo antes de morir. Cuando llega el día de la boda de Iran y Diego, Olvido decide impedirla con ayuda de Armando, pero sufren de un accidente debido a la lluvia, más tarde, Pancho le confiesa a Diego que el bebe de Olvido es de él, pero ya era tarde, Diego e Iran ya se habían casado. El hijo de olvido sufre un accidente por culpa de Eufrasia y Olvido se da cuenta, ya que estaba en el hospital, Diego reaparece en ma vuza de Olvido, pero Olvido, lo quiere lejos.

## Elenco
- Melissa Barrera - Olvido Pérez / Olvido Balmaceda Pérez
- Daniel Elbittar - Diego Rivas Santander / Diego Canciano Santander;David
- Rafael Sánchez Navarro - Armando Balmaceda Domínguez
- Bernie Paz - Stefano Canciano
- Cecilia Ponce - Irán Hernández Molina
- Aura Cristina Geithner - Angustias Molina Vda. de Hernández
- Gabriela Roel - Eufrasia Pérez
- Wendy de los Cobos - Raquela Romero de Balmaceda
- Alberto Guerra - David Balmaceda Romero
- Héctor Soberón - Ulises Santander Alarcón
- Leticia Huijara - Esperanza Santander Alarcón Vda. de Rivas
- Francisco Angelini - Francisco "Pancho" Gómez
- Erick Chapa - Rodrigo Rivas Santander
- Esmeralda Ugalde - Vanessa Hernández Molina
- Marliese Edelmann - Roxana Iriarte
- Amaranta Ruiz - Rufina de Cárdenas
- Yanilen - Martha "Martita" Pérez
- Luciano Zacharski - Jesús "Chuy" Pérez
- Ramiro Tomasini - Nelson Hernández Molina
- Raúl Sandoval - Anastasio "Tacho" Cárdenas
- Gina Moret - Alicia "Licha" Vda. de Cárdenas
- Carlos Millet - Lucho Cárdenas
- Alejandra Ley - Citlali Chimalpopoca
- Estrella - Rosario "Chayo/Chayito" Cárdenas
- Gerardo González - Bernardo "Bernie" Urástegui
- José González Márquez - Don Juventino Pérez
- Mayte Gil - Gisela
- Jorge Galván - Padre Filemón
- Christian Wolf - Javier "Jaguar" Robles
- Germán Valdés - Juanchito
- Rodrigo Cachero - Dr. Villanueva
- Ana La Salvia - Verónica Canciano
- Gabriela Spanic - Fernanda Montenegro "La Fiscal de Hierro"
- Regina Torné - Enfermera Soraya Patiño
- Fabián Corres - Dr. Alarcón
- Alma Moreno - Enfermera
- Héctor Parra - Ernesto
- Gregory Kauffman - Gabriel Sandoval Canciano
- Marcela Alcaraz - Tomasina
- Alejandra Redondo - "La Piraña"
- Roberto Leyva - Doctor
- Camila Rojas - Julia
- Luis Cárdenas - Comandante
- Valeria Lourdoguin - Sabrina Linares "Risitas"
- Carlos Alfonso - Urbano
- Talia Gómez - Marlen
- Valeria Galviz - Florencia Antonia
- Alfonso Bravo - Amador
- Alan Alarcón - Armando Balmaceda (Joven)

## Banda sonora
| N.º | Título                     | Música                            | Escritor(es)                      | Duración |  |
| 1.  | «Quiero decirte» ()        | Daniel Elbittar                   | Daniel Elbittar y Miguel Manrique |          |  |
| 2.  | «La ventana de mi alma»    | Melissa Barrera                   | Pablo Ahmad                       |          |  |
| 3.  | «La arena se me va»        | Estrella Veloz                    | Pablo Ahmad                       |          |  |
| 4.  | «No me dejes nunca»        | Pablo Ahmad                       | Pablo Ahmad                       |          |  |
| 5.  | «Aun quiero estar contigo» | Raúl Sandoval y Yanilen Díaz      | Pablo Ahmad                       |          |  |
| 6.  | «Quiero»                   | Alejandra Ley                     | Pablo Ahmad                       |          |  |
| 7.  | «Quiero Recuperarte»       | Melissa Barrera                   | Pablo Ahmad                       |          |  |
| 8.  | «Mi mundo fashion» ()      | Esmeralda Ugalde                  | Pablo Ahmad                       |          |  |
| 9.  | «Nos amamos en silencio»   | Melissa Barrera y Pablo Ahmad     | Pablo Ahmad                       |          |  |
| 10. | «Me abraza la sal»         | Aura Cristina Geithner            | Pablo Ahmad                       |          |  |
| 11. | «Allí estaré»              | Daniel Elbittar y Melissa Barrera | José Miguel Velázquez             |          |  |

## Premios y nominaciones

### TV Adicto Golden Awards 2014
| Categoría            | Nominados       | Resultado |
| -------------------- | --------------- | --------- |
| Revelación masculina | Daniel Elbittar | Ganador   |
| Mejores locaciones   | Rita Fusaro     | Ganadora  |

## Adaptaciones
- El canal Astro de Malasia realizó en 2015 un remake titulado A love to remember protagonizada por Anzalna Nasir y Hisyam Hamid.